# Niersteiner Höfe
Die Niersteiner Höfe sind drei voneinander unabhängige Gutshöfe im Aachener Ortsteil Vetschau. Sie liegen an der Laurensberger Straße am Ortseingang von Vetschau, die das Ortszentrum Laurensberg mit dem Dorf verbindet. Von Laurensberg kommend findet sich auf der rechten, östlichen Straßenseite der größte der drei Höfe mit der Hausnummer 20 und wird als der „Große Niersteiner Hof“ bzw. in alten Quellen auch als „Vetschauer Burg“ bezeichnet. Gegenüber liegt der „Südliche Hof“ mit der Hausnummer 21 und nördlich daran anschließend der „Nördliche Hof“ mit der Hausnummer 29. Die Quellenlage unterscheidet die drei Höfe anfangs noch nicht gemäß ihren oben genannten Bezeichnungen, sondern beschreibt die Historie und Besitzverhältnisse der Niersteiner Höfe bis zu ihrer vorläufigen Zerstörung im Jahr 1388 in ihrer Gesamtheit. Erst mit dem Neuaufbau ab dem 16. /17. Jahrhundert differenzieren sich die unterschiedlichen Entwicklungen der Höfe.

## Geschichte der Höfe bis 1388
Wie Grab- und Ruinen römischer Ansiedlungen belegen, geht die früheste bäuerliche Siedlung der Höfe und des gesamten Ortes auf den Bau einer durch diesen fruchtbaren Landstrich verlaufenden ehemaligen Römerstraße zwischen Aachen und Heerlen zurück. Die gemäß einigen Quellen hier vermutete Schlacht von Aduatuca ist wohl eher in den Bereich von nicht bewiesenen Mutmaßungen einzuordnen, da eine derart große Schlacht archäologisch deutlich nachweisbare Spuren hinterlassen haben müsste. 
Die erste urkundliche Erwähnung lässt sich am 6. Februar 1000 n. Chr. finden und belegt, dass die Niersteiner Höfe zunächst Nebenhöfe der Aachener Pfalz waren, deren Erträge dem Marienstift Aachen und der Reichsabtei Burtscheid als Nahrungsgrundlage dienten. In dieser Urkunde wird von einer Schenkung Ottos III. berichtet, der dem Bistum Aachen die Höfe Tiel und Nierstein überträgt. Erst zweihundert Jahre später, im Jahre 1232, findet sich die nächste Nennung, als der Ritter Ricolf von der Forst der Reichsabtei Burtscheid das „Gut Laurensberg“ stiftete. Es handelte sich bei dieser Stiftung um mehrere Höfe im Laurensberger Umkreis, sowie um einen der Niersteiner Höfe. Ab 1354 kam es zu einem mehrjährigen Rechtsstreit über die Besitzverhältnisse, infolge dessen die Hofanlage Nierstein vollends an die Reichsabtei Burtscheid fiel, die 1381 noch weitere 7 Morgen Land dazukaufte. Mit einer Gesamtfläche von mittlerweile insgesamt 48 Morgen Ackerland gehörten die Niersteiner Höfe zu den größten der Reichsabtei Burtscheid in Laurensberg und Horbach. Sieben Jahre später im Jahr 1388, brandschatzte ein gewisser Ritter Born und seine Truppen alle Vetschauer Höfe und machte sie samt der Ansiedlung um sie herum dem Erdboden gleich.

## Wiederaufbau und weitere Nutzung

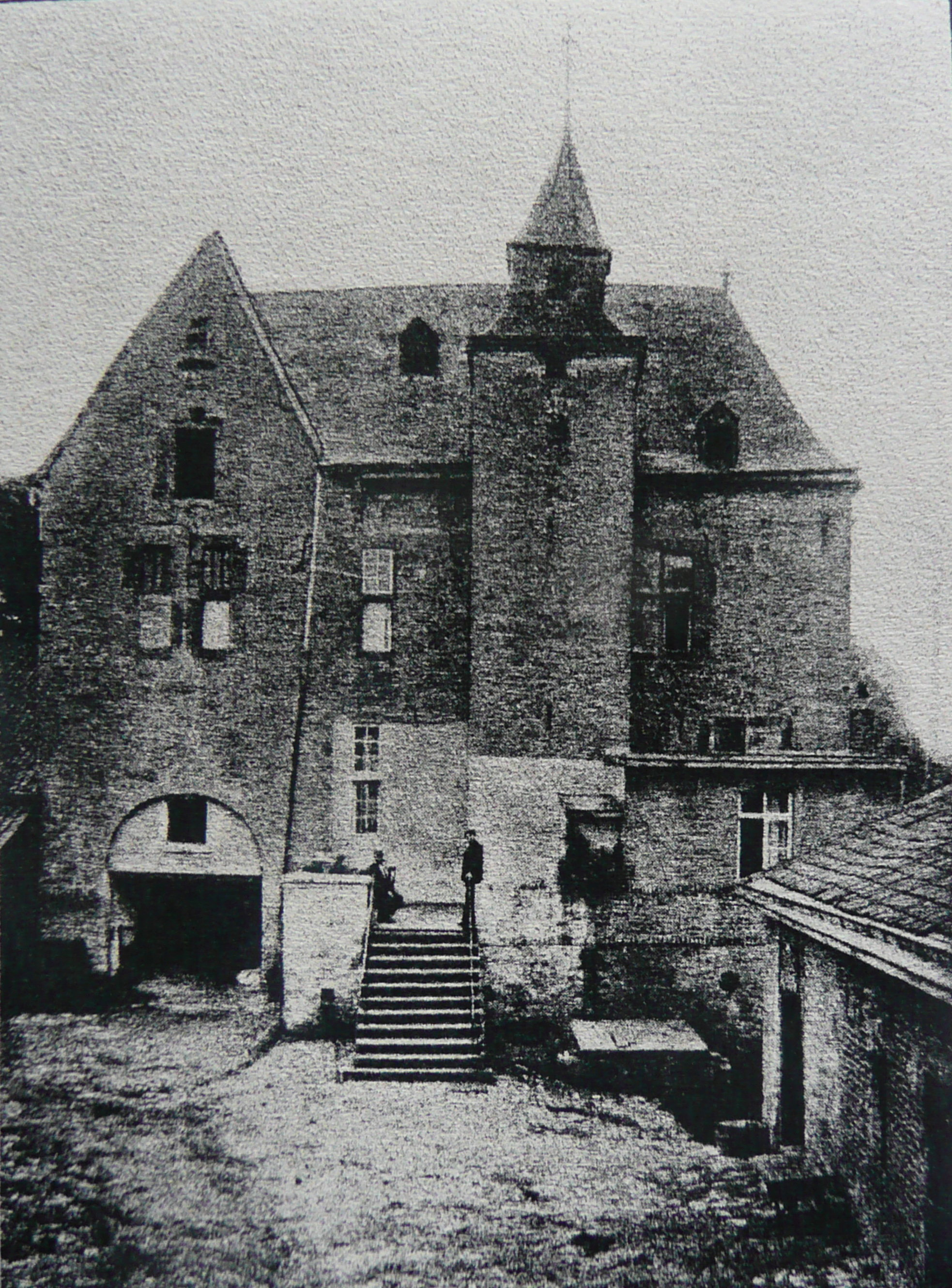
Der große Niersteiner Hof um 1912

Nach der Zerstörung lagen die Höfe über zwei Jahrhunderte in Schutt und Asche und der Wiederaufbau begann in der ersten Hälfte des siebzehnten Jahrhunderts. So trägt beispielsweise der Hof Nr. 29 bzw. der nördliche Hof, mit Eisenbeschlägen die Datierung ANNO 1651 und es kann davon ausgegangen werden, dass zu dieser Zeit der Wiederaufbau der beiden anderen bedeutenderen Höfe bereits abgeschlossen war. 
Charakteristisch für die Höfe insgesamt und für den großen Niersteiner Hof im Besonderen ist die massive Bauweise einschließlich einer mit schweren Natursteinen errichteten Außenmauer, die sich mit den Unruhen und der politische Lage während der Zeit des Dreißigjährigen Krieges (1618–1648) begründen lässt. Auch der Ausbau der Armee unter Ludwig XIII. sowie die Wiederherstellung der „natürlichen Grenzen Galliens“ im Rheingebiet wurden zur damaligen Zeit als Bedrohung angesehen. Warum die beiden anderen Höfe nicht im gleichen Maße wehrfähig ausgebaut wurden, lässt sich nur mit der Geschichte des großen Hofes in der Tradition der dort vermuteten ehemaligen Burg Vetschau erklären. Die zugehörige landwirtschaftliche Fläche betrug allein beim großen Hof circa 160 preußische Morgen, wovon später einige Morgen für den Bau der Aachen-Maastrichter Eisenbahn-Gesellschaft enteignet wurden. 
Unklar sind auch die Besitzverhältnisse, da die alten Quellen keine konkreten Angaben beinhalten, um welchen Hof es sich jeweils handelt. So ist lediglich überliefert, dass um 1703 die Herren von Cortenbach die Besitzer einer der Höfe, naheliegend wohl des großen Hofes, waren und knapp dreißig Jahre später am 3. Januar 1731 der Aachener Schöffe und Reichsbürgermeister Leonhard Joseph von Lamberts zu Cortenbach diesen Niersteiner Hof an das St. Annakloster verpfänden musste, da er das Geld als Sicherheit für seine Tochter Maria Lutgardis anlässlich ihres Profess im genannten Kloster benötigte.
Zur gleichen Zeit werden bei Quix die Herren von Hardenberg als Besitzer des nördlichen Hofes genannt, welcher anschließend in den Besitz der Laurensberger Familie Deden kam und ein gewisser Servatius Peusgens als Besitzer für den südlichen Hof. Der große Niersteiner Hof ging dagegen nachweislich im Jahr 1775 auf Carl Joseph Emonds (1749–1819) über, den er nach seinem Tode seiner zweiten Frau, Maria von Broich (1767–1839) aus Richterich hinterließ. Diese übertrug den Hof ihrem Neffen Arnold Freiherr von Broich (1797–1873) zu Schloss Schönau, welcher ihn dann 1858 ebenfalls der Familie Deden vermachte. Heutzutage wird der Große Niersteiner Hof ebenso privat bewohnt wie der nördliche Hof, in dem mittlerweile mehr als zehn Familien leben, wobei der südliche Hof eine Garten- und Landschaftsbaufirma beherbergt.

## Baubeschreibung

### Großer Niersteiner Hof

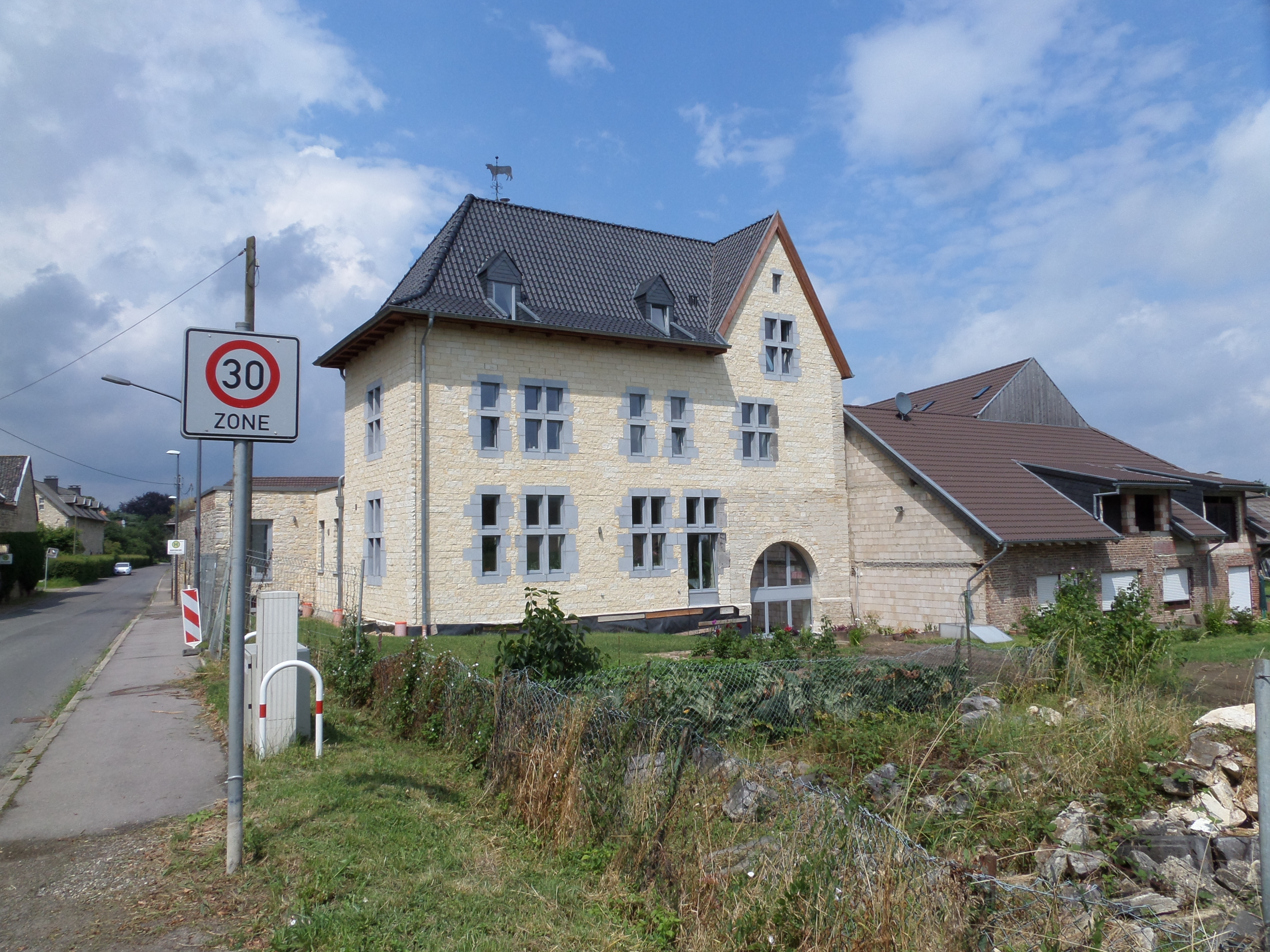
Großer Niersteiner Hof

Der auf den Fundamenten der alten Vetschauer Burg im 16./17. Jahrhundert erbaute große Hof besteht aus einem Hauptgebäude und mehreren niedrigeren Wirtschaftsgebäuden, die alle mit Satteldächern versehen sind. Dem zweigeschossigen Herrenhaus mit seinen ursprünglichen ein zu vier Achsen wurde ein rechteckiger Turm aus Quadern und Bruchstein angebaut, der mit vierseitig geschieferter Laterne und polygonalem Helm gedeckt ist. Die gesamte Hofanlage ist mit einer massiven Bruchsteinmauer versehen, die an ihrem straßenseitigen Verlauf eine korbbogige Durchfahrt vorweist.

### Südlicher Niersteiner Hof

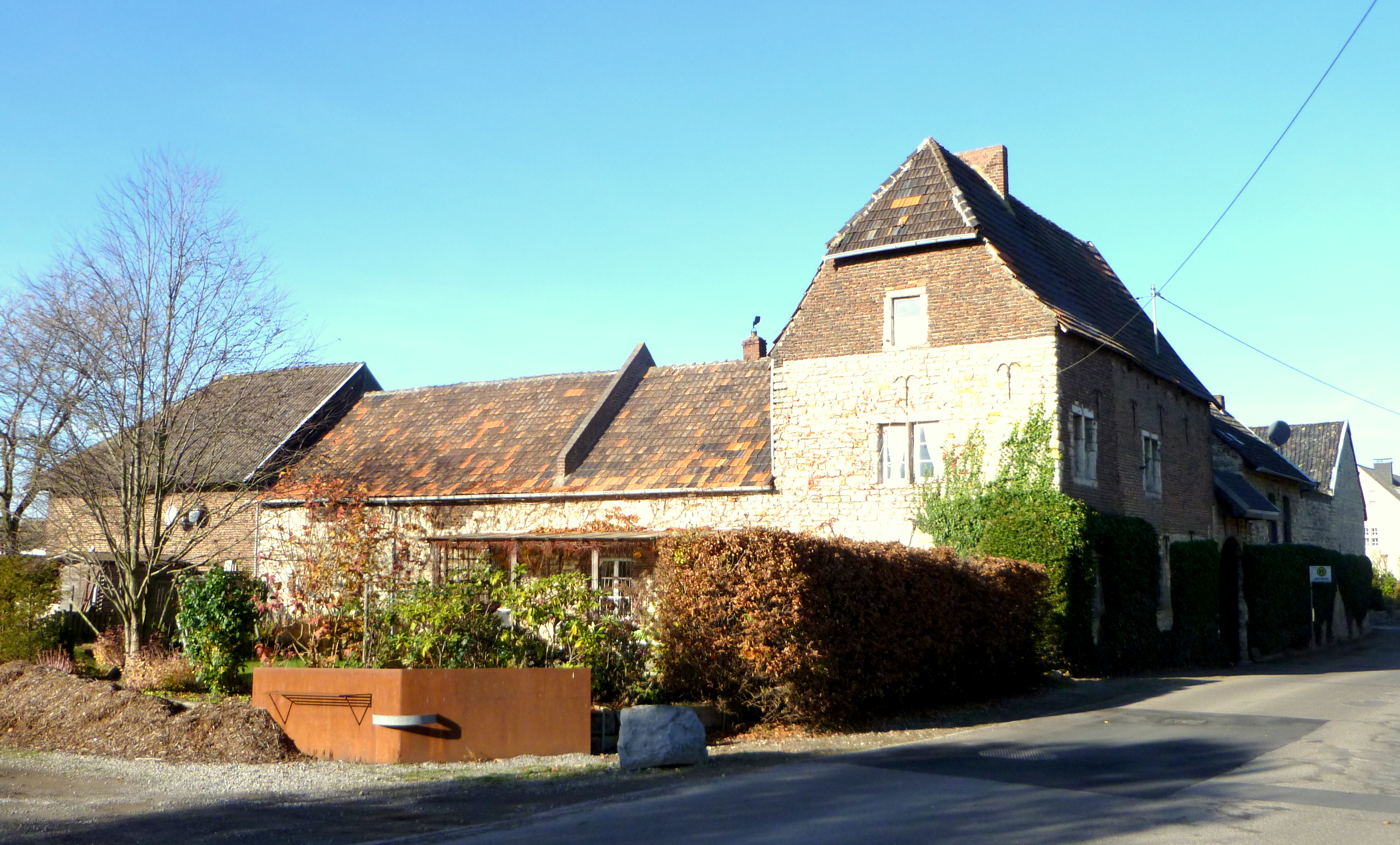
Südlicher Niersteiner Hof

Diese vierflügelige Hofanlage aus Bruchsteinmauerwerk mit Backsteinergänzungen wurde im 17. Jahrhundert errichtet, in späteren Jahren jedoch mehrfach verändert. Das traufständige Hauptgebäude mit seinen ursprünglichen Kreuzstockfenstern aus Blaustein ist zweigeschossig und mit einem Krüppelwalmdach abgedeckt. Straßenseitig des Gebäudes befindet sich die Tordurchfahrt und beidseitig schließen sich mehrere Wirtschaftsgebäude an. 

### Nördlicher Niersteiner Hof

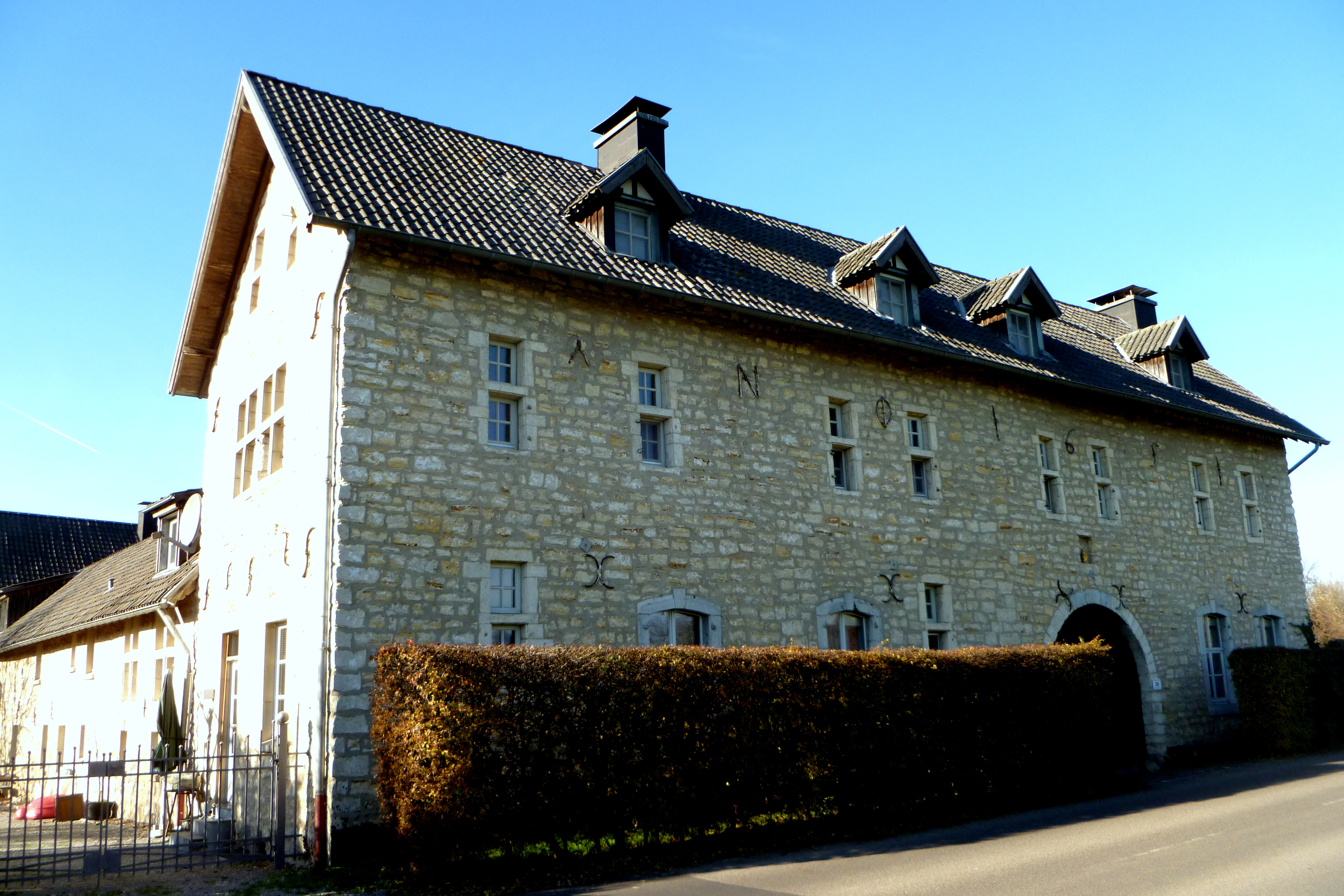
Nördlicher Niersteiner Hof

Auch der nördliche Hof war anfangs eine regelmäßige vierflügelige und ursprünglich weiß geschlämmte Hofanlage, deren Regelmäßigkeit nach dem Zweiten Weltkrieg durch den Bau eines Teils der Scheunen aus Kalksandstein durchbrochen wurde. Das Wohnhaus mit seinen acht zu zwei Achsen besitzt im Erdgeschoss barocke Stichbogenfenster, im Obergeschoss Quersprossenfenster und im zweiten Achsenpaar von rechts eine Rundbogen-Tordurchfahrt. An der Front des Hauses befindet sich mit Eisenankersplinten die Jahreszahl 1651. Die anschließenden Wirtschaftsgebäude besitzen rundbogige Eingänge, deren Torkeilsteine die Jahreszahlen 1565 und 1786 aufweisen. Die Anlage ist mit einer Umfassungsmauer ausgestattet, an deren südlichen Seite sich eine weitere rundbogige Toreinfahrt befindet.
Der Hof wurde in zu Beginn der 1980er-Jahre stillgelegt und Teile der Gebäude, besonders die Dächer und der Mergel an den Wänden war daraufhin einem rasanten Verfall ausgesetzt. Nachdem ab dem Jahr 1987 eine umfangreiche Sanierung stattgefunden hatte, wurden die Gebäude unter Berücksichtigung der Denkmalschutzstatuten als exklusive Wohnanlage umgebaut, wobei allerdings das Dach einen untypischen Dachüberstand vorweist.